# Photonectes leucospilus
Photonectes leucospilus és una espècie de peix de la família dels estòmids i de l'ordre dels estomiformes.

## Morfologia
- Els mascles poden assolir 20,4 cm de longitud total.[3][4]

## Hàbitat
És un peix marí i d'aigües profundes.

## Distribució geogràfica
Es troba a l'Atlàntic: des del Senegal fins a Guinea i Angola, i des dels Estats Units fins a les Bahames.